# Fleet in being
Fleet in being (eng. "befintlig flotta") är ett begrepp inom sjökriget. Det syftar på att en flotta kan underminera fiendens kontroll till sjöss och binda upp dennes resurser genom att undvika strid och utgöra ett ständigt, potentiellt hot. Det är framförallt en strategi som används av svagare flottor, vilka inte har goda möjligheter att själva kunna förgöra motståndaren och ta kontroll över havet. 
Ett havsområde kan inte bebyggas eller befästas och fartyg kan inte permanent baseras till sjöss. Sjöterritorium kan därför inte ockuperas på samma sätt som ett landområde. Detta gör att en underlägsen flotta har möjligheten att hindra en överlägsen motpart från att utöva effektiv kontroll över havsområden genom att ligga i trygghet nära ett relevant sjöområde och latent hota med angrepp, men endast i mycket gynnsamma lägen faktiskt anfalla. Detta beteende tvingar motparten till kostsamma skyddsåtgärder, för att trygga sina försörjningsleder och vara redo om angrepp faktiskt skulle ske. Det kan exempelvis handla om att avdela fler eskortfartyg för att trygga transporter, ta långa omvägar, hålla stridskrafter i beredskap i närheten (istället för att använda dem på annan plats), eller ägna sig åt ett överdrivet försiktigt uppträdande. 
Begreppet användes första gången 1690 av den brittiske amiralen lord Torrington som förklaring till hans defensiva beteende gentemot den franska flottan, vilken hotade att invadera England. Följande citat från lord Torrington beskriver konceptet: "I always said that whilst we had a fleet in being, they would not dare make the attempt" ("Jag sade alltid att så länge vi hade en befintlig flotta skulle de inte våga försöka").
Det kanske mest kända historiska exemplet på fleet in being är det tyska slagskeppet Tirpitz basering i de norska fjordarna under andra världskriget. Tirpitz genomförde få insatser men band ändå stora delar av Storbritanniens eskortfartyg till ishavskonvojerna. Ett annat exempel är Österrike-Ungerns slagskepp under första världskriget, vilka tillbringade i stort sett hela kriget i sina hemmahamnar vid Adriatiska havet. Genom sina blotta existens band de upp betydande delar av Frankrikes och Italiens flottor och hindrade därmed att dessa användes offensivt på andra krigsskådeplatser.